# Johan Hastfer
Johan Hastfer, född 29 september 1692 i Estland, död 6 maj 1769 på Sonnäs i Ulvsby socken, var en svensk friherre och militär. Han var far till Berndt Johan Hastfer.
Johan Hastfer var son till överste Wilhelm Henrik Hastfer och Christina Margareta Clodt von Jürgensburg. Han blev page vid hovet 1705, dragon vid Ingermanländska dragonregementet 1707, sergeant där 1708, kornett 1709, sekundlöjtnant vid Upplands regemente 1710 och premiärlöjtnant där 1711. Hastfer blev kapten vid Västra skånska infanteriregementet 1712, ryttmästare vid Livregementet till häst 1716 och ryttmästare vid Livdragonregementet 1727. Han blev tillsammans med sin bror Gustaf Berndt Hastfer naturaliserad som svensk adelsman 1731 och upphöjdes samtidigt till friherre, men erhöll friherrebrevet föst 1755 och introducerades som sådan 1756. Hastfer erhöll majors karaktär 1747, var 1751–1760 överste och chef för Jämtlands dragonregemente och 1760–1762 chef för Björneborgs läns infanteriregemente. Han deltog i slaget vid Helsingborg och kom att prisas för sin tapperhet under Hattarnas ryska krig. Hastfer blev riddare av Svärdsorden 1748.